# George Wythe

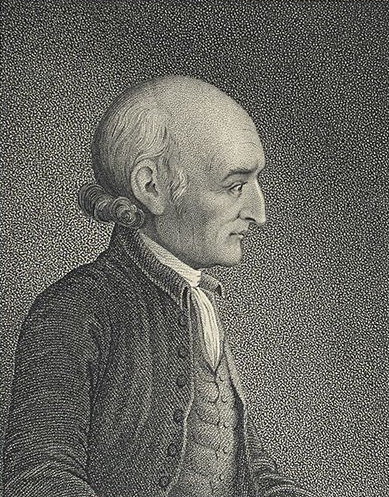
George Wythe

George Wythe (* vermutlich 1726  auf der Plantage Chesterville am Back River in der Chesapeake Bay, Elizabeth City County, heute: Hampton, Kolonie Virginia; † 8. Juni 1806 in Richmond, Virginia) war einer der Gründerväter der Vereinigten Staaten und gilt als „Vater der amerikanischen Rechtswissenschaft“. Der Jurist und Plantagenbesitzer war Abgeordneter Virginias auf dem zweiten Kontinentalkongress und gehörte 1776 zu den Unterzeichnern der Unabhängigkeitserklärung der Vereinigten Staaten. Außerdem vertrat er seinen Heimatstaat 1787 auf der Philadelphia Convention, wo er die Verfassung der Vereinigten Staaten mit ausarbeitete.

## Leben

### Herkunft und Ausbildung
George Wythe wurde auf der väterlichen Plantage Chesterville im damaligen Elizabeth City County geboren. Er war das zweite von drei Kindern von Thomas Wythe und Margaret Walker. Sein Vater starb 1729. Seine Mutter, eine sehr gebildete Frau, brachte ihm etwas Latein und Griechisch bei. Ansonsten scheint der spätere Rechtsgelehrte in seiner Kindheit keine geregelte Schulbildung genossen zu haben. Zeitweise scheint er eine höhere Schule besucht zu haben, die vom College of William & Mary einer der ältesten Universitäten Amerikas, betrieben wurde. Beide Eltern starben früh, und Wythe wuchs unter der Obhut seines älteren Bruders Thomas auf. Dieser schickte ihn später zu einem Onkel nach Prince George County, der ihn mit der Jurisprudenz vertraut machte. 1746, im Alter von 20 Jahren, erhielt George Wythe die Zulassung als Anwalt.

### Anwalt und Rechtsgelehrter
Wythe ließ sich im Spotsylvania County nieder, wo er mit Zachary und John Lewis aus Spotsylvania eine Anwaltspraxis eröffnete. Im Jahr darauf heiratete er Zachary Lewis Schwester Anne Lewis, die im August 1748 starb. 1754 ernannte der königliche Gouverneur von Virginia, Robert Dinwiddie, Wythe zum Generalstaatsanwalt der Kolonie. Er übte dieses Amt nur für wenige Monate aus, da sein Bruder Thomas 1755 ohne Nachkommen starb und er den Familienbesitz erbte, was ihm ein gesichertes Einkommen einbrachte. Wythe zog nach Williamsburg, wo er im gleichen Jahr seine zweite Frau, Elizabeth Taliaferro, Tochter des Plantagenbesitzers und Architekten Richard Taliaferro heiratete. Zur Hochzeit schenkte Taliaferro dem Paar ein herrschaftliches Haus am Palace Green, das er selbst entworfen hatte. Ihr einziges Kind starb noch in der Kindheit.
In Williamsburg vertiefte Wythe seine Studien der Klassiker und des Rechts und erlangte die Zulassung am obersten Gerichtshof der Kolonie. Von Mitte der 1750er Jahre bis 1775 war er im Kolonialparlament von Virginia, dem House of Burgesses, tätig, zunächst als Abgeordneter, seit 1769 als Sekretär. Von 1768 bis 1769 war Wythe zudem Bürgermeister von Williamsburg. Gleichzeitig lehrte er am dortigen College of William & Mary Jura. Zu seinen Schülern gehörten Thomas Jefferson, Henry Clay, James Monroe und John Marshall. Insbesondere Jefferson, den späteren Autor der Unabhängigkeitserklärung, beeinflusste er nachhaltig. Dieser bezeichnete seinen Lehrer später als seinen „zweiten Vater“. Wythe hinterließ Jefferson seine Bibliothek. 1779 wurde Wythe auf den neu geschaffenen Lehrstuhl für Jurisprudenz des College of William & Mary berufen, die erste Professur dieser Art in den USA. Dies brachte Wythe den Beinamen „Vater der amerikanischen Rechtswissenschaft“ ein.

### Befürworter der Revolution

Die Unterzeichnung der Unabhängigkeitserklärung. Auf John Trumbulls Gemälde ist das Profil George Wythes am äußersten linken Bildrand zu sehen.

Obwohl persönlich mit den britischen Gouverneuren Virginias Francis Fauquier und Norborne Berkeley befreundet, gehörte Wythe zu den frühesten Befürwortern der amerikanischen Revolution. 1764 ließ er sich in den Petitionsausschuss des Kolonialparlaments wählen, der gegen das geplante Stempelgesetz des britischen Unterhauses vorgehen sollte. Als das umstrittene Gesetz 1765 dennoch erlassen wurde, war Wythe maßgeblich am Entwurf einer Protestresolution beteiligt. 1775 in den Kontinentalkongress gewählt, sprach er sich für die Loslösung der 13 Kolonien von der britischen Krone aus. Er war der erste Vertreter Virginias, der die Unabhängigkeitserklärung vom 4. Juli 1776 unterzeichnete.

### Im Dienst Virginias und der USA
Nach der Unabhängigkeitserklärung beteiligte sich Wythe am Aufbau der neuen republikanischen Regierung von Virginia. 1777 wurde er zum Sprecher des Virginia House of Delegates, der zweiten Kammer des Staatsparlaments, gewählt. Dieses beauftragte ihn, Thomas Jefferson, Edmund Pendleton, George Mason und Thomas Ludwell Lee mit der Überarbeitung und Kodifizierung der Gesetze Virginias, die bei dieser Gelegenheit von feudalen Rechtspraktiken befreit wurden.
1789 übernahm Wythe eine Richterstelle am Chancery Court of Virginia, einem der vier obersten Gerichtshöfe des Staates. Später war er auch Mitglied des Supreme Court of Appeals, des obersten Appellationsgerichts des Bundesstaates. Auch das heutige Staatssiegel von Virginia mit dem Motto „Sic Semper Tyrannis“ geht auf einen Entwurf Wythes zurück.
Über die Rechtspraxis in Virginia hinaus prägte Wythe auch die der neu entstandenen Vereinigten Staaten, und dies nicht nur durch seinen Einfluss, den er als Rechtslehrer auf viele Mitglieder der Gründergeneration der USA ausübte. Er trat auch für den in den USA und allen liberalen Demokratien bis heute geltenden Grundsatz ein, dass es das Recht der Gerichte sei, das Handeln der übrigen Staatsgewalten – insbesondere das der Regierung und der Legislative – auf ihre Verfassungsmäßigkeit zu überprüfen. 1787 betraute George Washington Wythe zusammen mit Alexander Hamilton und Charles Pinckney mit dem Entwurf der Verfahrensregeln für den Verfassungskonvent, der noch im selben Jahr in Philadelphia zusammentrat. Wythe nahm daran als Abgeordneter Virginias teil, verließ den Konvent aber vor dessen formaler Beendigung, so dass die US-Verfassung – wiewohl von ihm mit geschaffen – nicht seine Unterschrift trägt.
Wythe scheint die Ansicht vertreten zu haben, dass Sklaverei der Erklärung der Menschenrechte widersprach, es sind aber nur wenige Dokumente von ihm erhalten, da er Unterlagen erledigter Fälle zu verbrennen pflegte.

### Ermordung

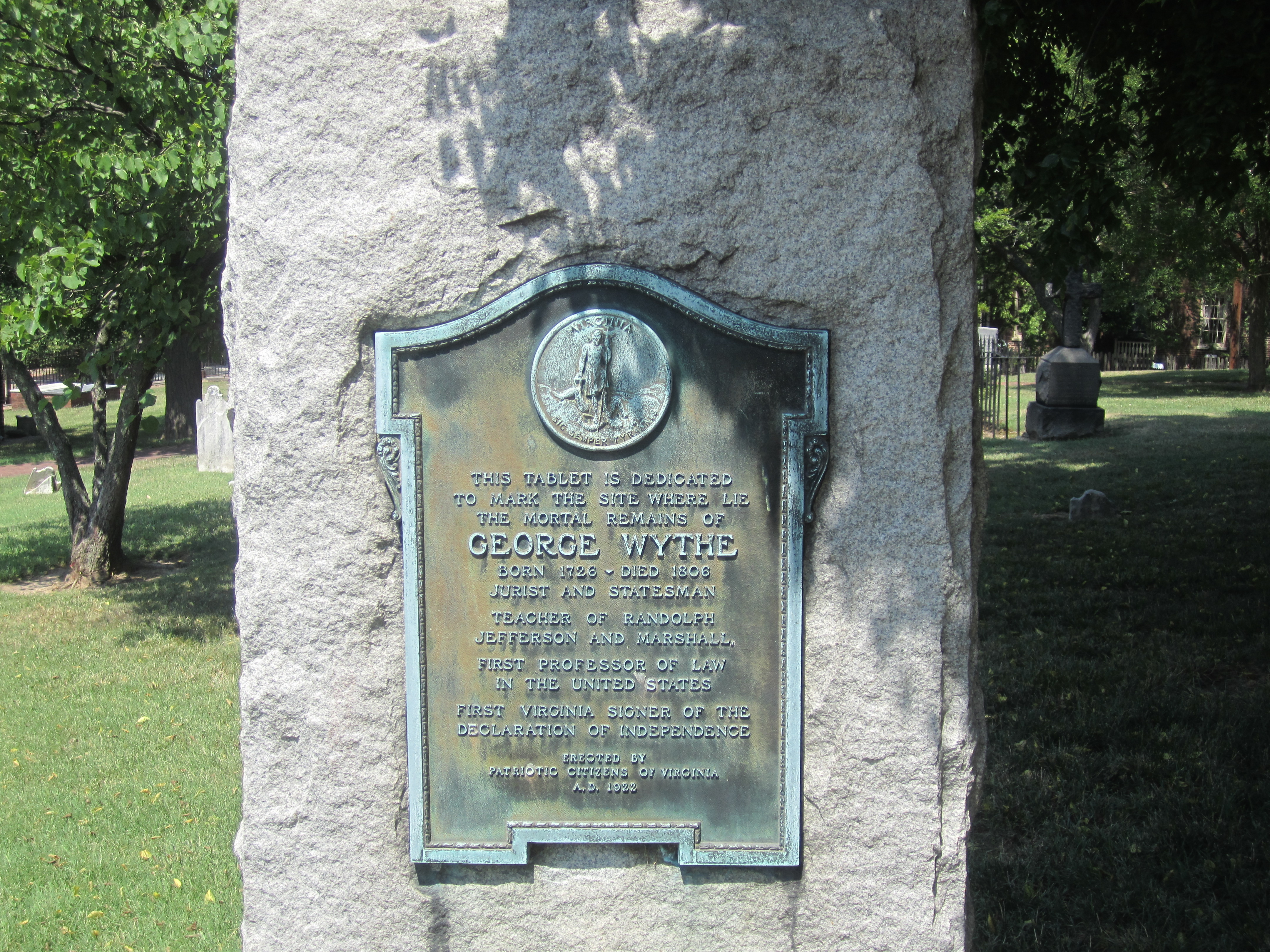
Wythes Grab in Richmond

Wie Jefferson, Washington und andere Angehörige der virginischen Pflanzeraristokratie war auch George Wythe Sklavenhalter. Er wandelte sich jedoch zum Gegner der Sklaverei, ließ nach dem Tode seiner zweiten Frau seine Sklaven frei und unterstützte sie anschließend finanziell. Darüber hinaus bedachte er einige Afroamerikaner in seinem Testament, etwa seine freigelassene Köchin Lydia Broadnax und den frei geborenen Michael Brown, den einige Biografen für einen unehelichen Sohn des Politikers mit Lydia Broadnax halten. Wythes Haupterbe, sein Großneffe George Wythe Sweney, sah darin eine Schmälerung seines künftigen Besitzes. Außerdem hatte Sweney, der seit 1805 in Wythes Haus lebte, etliche Diebstähle und Unterschlagungen begangen. Aus Furcht vor Entdeckung oder um seinen Miterben Brown zu beseitigen, vergiftete er dessen Kaffee mit Arsen. Sowohl Lydia Broadnax und Michael Brown als auch George Wythe tranken von dem Kaffee. Während die Köchin sich von dem Anschlag erholte, starben die beiden Männer nach einigen Tagen.
In dieser Zeit kamen Sweneys Unterschlagungen ans Licht, so dass Wythe noch Zeit fand, seine eigene Obduktion zu veranlassen, seinen Großneffen zu enterben und testamentarisch die Freilassung aller noch verbliebenen Sklaven zu verfügen. Es kam zu einem Aufsehen erregenden Prozess, in dem die Köchin als einzige Augenzeugin der Tat gegen Sweney aussagte. Andere Afroamerikaner hatten gesehen, dass Sweney eine in Papier verpackte Substanz aus einem Gefängnisfenster geworfen hatte, die sich als Rattengift herausstellte. Sweeney wurde trotzdem freigesprochen, da die Gerichte Virginias bei der Urteilsfindung keine Aussagen von Afroamerikanern in Verfahren gegen Weiße berücksichtigten.